# Universitäten in der Ukraine

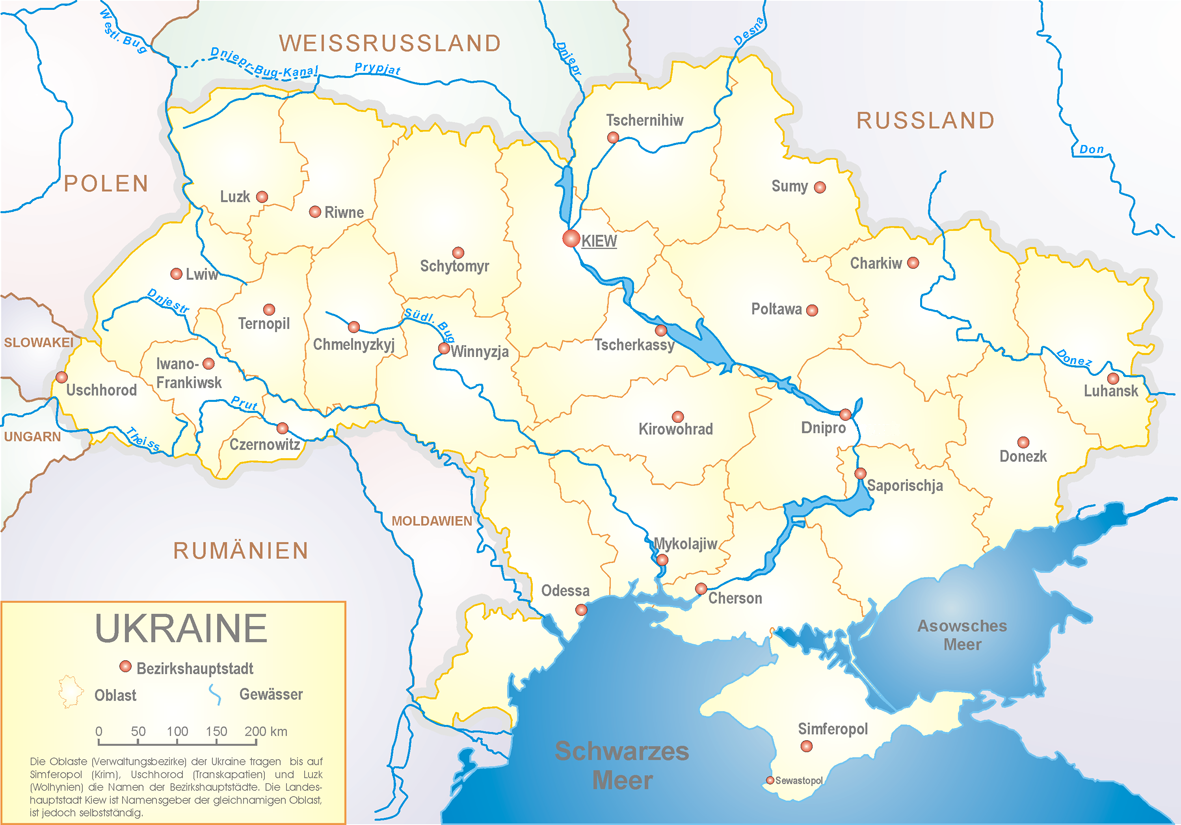
Karte der Ukraine

Die Ukraine verfügt über 282 Hochschuleinrichtungen, darunter 209 staatliche und 73 private Einrichtungen (Stand 2019). Alle anerkannten Universitäten unterstehen dem Ministerium für Bildung und Wissenschaft. Das Studienangebot hat sich seit 1990 stark erweitert und befindet sich in einer Umbruchphase. Wichtige Universitätsstädte sind Kiew, Charkiw, Dnipro, Odessa und Lwiw.

## Überblick
Viele Bildungseinrichtungen haben erst seit der ukrainischen Unabhängigkeit den Hochschulstatus zuerkannt bekommen und gehörten zu Sowjetzeiten zum post-sekundären Berufsbildungssektor.
Zu den Hochschuleinrichtungen zählen Universitäten, Akademien, Institute und Colleges, mit insgesamt rund 1,4 Millionen eingeschriebenen Studierenden, darunter 75.600 internationale Studierende (Stand 2019). Im Studienjahr 2004/2005 waren es noch 2.026.700 eingeschriebene Studierende, im Jahr 1995/1996 hingegen nur 922.800. Sowohl die staatlichen als auch die privaten Universitäten finanzieren sich über Studiengebühren; viele Studierende studieren in Fernstudiengängen.
Seit dem Jahr 2005 ist die Ukraine vollwertiger Bologna-Vertragsstaat. Aktuelle Abschlussurkunden sowie das neu hinzugekommene Diploma Supplement sind zweisprachig verfasst (ukrainisch und englisch) und nach europäischem Muster.
Staatliche Universitäten und Hochschulen mit langer Tradition befinden sich in Kiew (1834), Charkiw (1805), Odessa (1865), Kropywnyzkyj (1881),  Lwiw (1661), Tscherkassy, Tscherniwzi (1875), Dnipro (1918), Saporischschja (1933), Simferopol (1918) und Donezk (1965).

## Studium und Qualitätssicherung
Die Ukraine weist einen allgemein hohen Bildungsstand auf. Der Alphabetisierungsgrad liegt bei 99,8 Prozent (Stand 2015). Nach dem Ende der Sowjetunion wurde Ukrainisch Unterrichtssprache. Im Osten der Ukraine ist Russisch parallele Unterrichtssprache an den Universitäten. In den angebotenen Fernstudiengängen und Graduiertenprogrammen werden auch vereinzelt Studienprogramme in englischer und deutscher Sprache angeboten.
Die allgemeine Zugangsvoraussetzung für die Hochschule ist der Erwerb der vollständigen sekundären Bildung an einer allgemeinbildenden oder technischen Mittelschule (Atestat). Dieser erfolgt momentan in der Regel nach elf Schuljahren. Im Zuge der Schulreform von 1998 erfolgt er nach zwölf Jahren. Allerdings können die Hochschulen in Ausnahmefällen auch Personen zum Studium zulassen, welche diese Aufnahmebedingung nicht erfüllen.
Seit Januar 2017 können internationale Bewerberinnen und Bewerber um einen Studienplatz online über das offizielle Ukrainian State Center for International Education (ehemals Ukrainian Admission Center) einen Antrag stellen.
Um die Hauptforderungen des Bologna-Abkommens zu erfüllen, musste die Ukraine vergleichbare, verständliche, zweistufige und durch Leistungspunkte (ECTS) messbare Abschlüsse nach EU-Standards schaffen. Erste Reformen, wie die ECTS-Einführung, wurden im Juli 2014 im neuen Hochschulgesetz verankert und sind im September 2014 in Kraft getreten. Weitere Bestimmungen wurden schrittweise im September 2015 und im Januar 2016 wirksam.
In jüngster Vergangenheit wurde neben dem Hochschulsystem auch das System der Akkreditierung reformiert. Die früher erfolgte Klassifikation der Hochschuleinrichtungen in vier Akkreditierungsstufen wurde 2014 abgeschafft. Mittlerweile werden die Hochschulen selbst somit nicht mehr akkreditiert, sondern nur noch deren Studiengänge. Die Akkreditierung der Studiengänge ist obligatorisch.
Für eine freiwillige institutionelle Akkreditierung, die den Hochschulen das Recht auf selbstständige Akkreditierung ihrer angebotenen Studiengänge geben soll, ist 2017 im Hochschulbildungsgesetz eine gesetzliche Grundlage geschaffen worden. Eine praktische Anwendung ist allerdings noch nicht möglich, da sich die zugehörigen Regularien und Ausführungsverordnungen hierzu noch in der Entwicklung befinden (Stand 2025). Ein Pilotprojekt ist für Dezember 2025 vorgesehen und die Einführung der institutionellen Akkreditierung spätestens sechs Monate nach Beendigung des im Jahre 2022 verhängten Kriegsrechts.
Damit eine Hochschule als solche staatlich anerkannt ist, benötigt sie eine Lizenz des Ministeriums für Bildung und Wissenschaft.
Des Weiteren hat sich die ukrainische Regierung verpflichtet, Programme zur Qualitätssicherung und zur Korruptionsbekämpfung einzuleiten. Dies geschah beispielsweise durch Gründung der National Agency for Quality Assurance in Higher Education (NAQAHE), welche seit 2019 für Akkreditierungen zuständig ist.

## Studienabschlüsse und akademische Grade
Die Abschlüsse Bakalawr (ukrainisch Бакалавр) (4–6 Jahre), Spezialist (ukrainisch Спеціаліст) (5 Jahre), Magistr (ukrainisch Магістр) (1–2 Jahre) wurden Anfang der 1990er Jahre, nahezu zeitgleich mit dem Zerfall der Sowjetunion eingeführt. Das ukrainische Studiensystem wird weiter novelliert.
- Erste Stufe: Bakalawr (Bachelor), Spezialist

Erster Studienabschluss ist ein Bakalawr, der nach vier Jahren (in Medizin: fünf Jahre) erreicht werden kann. Das ukrainische Bachelor-Studium (Dyplom Bakalawra / Bachelor Diploma) umfasst ein grundständiges Hochschulstudium und eine fachliche Ausbildung im Studienfach. Je nach Studiengang sind 180 bis 240 ECTS-Punkte erreichbar.
Der nicht mehr vergebene Studienabschluss Spezialist (Dyplom Spezialista) konnte nach fünf bis sechs Jahren erreicht werden, abhängig von den jeweiligen Hochschulen, und wurde im Zuge der Reformen vollständig von dem Magister-Abschluss abgelöst.
- Zweite Stufe: Magistr (Master)

Der Magister-Abschluss (Dyplom Magistra / Master Diploma) kann nach einem Abschluss der ersten Stufe erreicht werden und dauert bis zu zwei Jahre. Die Anfertigung und Verteidigung einer Abschlussarbeit ist obligatorisch. Je nach Studiengang sind 60 bis 120 ECTS-Punkte erreichbar.
- Dritte Stufe: Promotionsstufe
- Kandydat nauk (ukrainisch Кандидат наук) – Der Doktorgrad Kandidat der Wissenschaften entspricht einem internationalen Doktorat oder einem Ph.D. Die Dauer des Forschungsdoktorates (Aspiranturstudium) ist angelegt auf drei bis vier Jahre. Obligatorisch ist ein Rigorosum mit Fachprüfungen, die Anfertigung und öffentliche Verteidigung (Disputation) einer wissenschaftlichen Doktorarbeit. Weit verbreitet ist die Promotion als postgraduales Studium. Zugang ist ein hervorragender, zur Promotion berechtigender Hochschulabschluss (Spezialist / Magistr).

- Doktor nauk (ukrainisch Доктор наук) – Der Doktorgrad Doktor der Wissenschaften ist vergleichbar mit der Habilitation. Ein Aspiranturstudium mit Abschluss „Kandydat nauk“ wird vorausgesetzt, um seine Habilitationsschrift zu verfassen und zu verteidigen.

Der Grad des Kandydat nauk wurde durch Doctor of Philosophy (PhD., nach 3 Jahren) und Doktor nauk durch Doctor of Sciences (Postdoktorand) abgelöst.

## Universitäten und Hochschulen
Die Universitäten der Ukraine sind sehr interessiert an internationalen Kontakten und Hochschulkooperationen. Die Angebote der Europäischen Union, beispielsweise Erasmus+ (ehemals Sokrates), ein Aktionsprogramm für eine transnationale Zusammenarbeit im Bereich Bildung, werden zunehmend von den Universitäten genutzt. Der Deutsche Akademische Austauschdienst (DAAD) hat in Kiew an der Nationalen Technischen Universität „KPI“ eine Außenstelle eingerichtet.
Zu den größeren und renommierten Universitäten und Hochschulen in der Ukraine zählen:
| Ort                | Bezeichnung | Gründung  | Weblink |
| ------------------ | --- | --------- | --- |
| Bila Zerkwa        | Nationale Agraruniversität Bila Zerkwa                                                                                         | 1929      | btsau.kiev.ua |
| Charkiw            | Nationale W.-N.-Karasin-Universität Charkiw                                                                                    | 1804      | univer.kharkov.ua |
|                    | Nationale Technische Universität „Polytechnisches Institut Charkiw“                                                            | 1885      | www.kpi.kharkov.ua/ukr |
|                    | Charkiwer Nationaluniversität für Radioelektronik                                                                              | 1930      | nure.ua |
|                    | Nationale Mykola-Schukowskyj-Universität für Luft- und Raumfahrt                                                               | 1930      | khai.edu |
|                    | Nationale Universität der Künste Charkiw I. P. Kotljarewskyj                                                                   | 1917      | num.kharkiv.ua |
|                    | Nationale Juristische Jaroslaw der Weise-Universität Charkiw                                                                   | 1804      | nlu.edu.ua |
|                    | Nationale Akademie der Nationalgarde der Ukraine                                                                               | 1931      | nangu.edu.ua |
|                    | Staatliche Akademie der Kultur Charkiw                                                                                         | 1929      | ic.ac.kharkov.ua |
|                    | Nationale medizinische Universität Charkiw                                                                                     | 1805      | knmu.kharkov.ua |
|                    | Nationale Universität für Bauingenieurwesen und Architektur Charkiw                                                            | 1930      | kstuca.kharkov.ua |
|                    | Staatliche Universität für Ernährung und Handel Charkiw                                                                        | 1967      | hduht.edu.ua |
|                    | Nationale Pädagogische Skoworoda-Universität Charkiw                                                                           | 1804      | hnpu.edu.ua |
|                    | Nationale Universität für Innere Angelegenheiten Charkiw                                                                       | 1994      | univd.edu.ua |
|                    | Nationale Technische Petro-Wassylenko-Universität für Landwirtschaft Charkiw                                                   | 1930      | khntusg.com.ua |
|                    | Nationale Pharmazeutische Universität                                                                                          | 1805      | nuph.edu.ua |
| Cherson            | Staatliche Maritime Akademie Cherson                                                                                           | 1834      | kma.ks.ua |
|                    | Staatliche Universität Cherson                                                                                                 | 1917      | kspu.edu |
|                    | Nationale Technische Universität Cherson                                                                                       | 1959      | kntu.net.ua |
| Chmelnyzkyj        | Nationale Universität Chmelnyzkyj                                                                                              | 1962      | khnu.km.ua |
|                    | Universität für Management und Recht Chmelnyzkyj                                                                               | 1992      | univer.km.ua |
| Czernowitz         | Nationale Jurij-Fedkowytsch-Universität Czernowitz                                                                             | 1875      | chnu.edu.ua |
|                    | Bukowina Staatliche Medizinische Universität                                                                                   | 1944      | bsmu.edu.ua |
| Dnipro             | Nationale Oles-Hontschar-Universität Dnipro (DNU/ДНУ)                                                                          | 1918      | dnu.dp.ua |
|                    | Nationale Bergbauuniversität der Ukraine (NHU/НГУ)                                                                             | 1899      | nmu.org.ua |
|                    | Staatliche Universität für Agrarwissenschaften Dnipropetrowsk (DGAU/ДГАУ)                                                      | 1922      | dsau.dp.ua |
|                    | Alfred-Nobel-Universität Dnipropetrowsk                                                                                        | 1993(?)   | duep.edu |
|                    | Nationale Universität für Eisenbahn- und Schienenverkehr (ДНУЖТ)                                                               | 1930      | diit.edu.ua |
|                    | Staatliches Institut für Ausbildung und Umschulung von Industriepersonal (GIPO/ГИПО)                                           | 1996      | gipo.dp.ua |
|                    | Staatliche Akademie für Finanzen Dnipropetrowsk                                                                                |           | dsfa.dp.ua |
|                    | Ukrainische staatliche Chemisch-technologische Universität (UDHTU/УГХТУ)                                                       | 1930      | udhtu.edu.ua |
|                    | Interregionale Akademie für Personalmanagement Dnipropetrowsk (MAUP/МАУП)                                                      | 1998(?)   | maup.dp.ua |
|                    | Nationale Metallurgische Akademie Dnipropetrowsk (NMetAU/НМетАУ)                                                               | 1899      | dmeti.dp.ua |
|                    | Pridneprowsker Staatliche Akademie für Bau und Architektur (PDABA/ПДАБА)                                                       | 1930      | pgasa.dp.ua |
|                    | Dnipropetrowsker Staatliche Universität für Innere Angelegenheiten (DDUWS/ДДУВС)                                               | 1966      | dduvs.in.ua |
|                    | Dnipropetrowsker-Regionales Institut für Öffentliche Verwaltung (DRIDU/ДРІДУ)                                                  | 1993(?)   | [https://de.wikipedia.org/w/index.php?title=Wikipedia:Defekte_Weblinks&dwl=http://www.dbuapa.dp.ua/ Die nachstehende Seite ist nicht mehr abrufbar], festgestellt im Dezember 2023. (Suche in Webarchiven.) [http://www.dbuapa.dp.ua/ dbuapa.dp.ua]                                     |
| Donezk             | Nationale Universität Donezk                                                                                                   | 1937      | dongu.donetsk.ua |
|                    | Nationale Medizinische Universität Donezk                                                                                      | 1930      | dsmu.edu.ua |
|                    | Nationale Technische Universität Donezk (DonSTU)                                                                               | 1921      | donntu.edu.ua |
| Hluchiw            | National Pädagogische Oleksandr Dowschenko-Universität Hluchiw                                                                 | 1874      | gnpu.edu.ua |
| Iwano-Frankiwsk    | Nationale Wassyl-Stefanyk-Universität der Vorkarpaten                                                                          | 1940      | pu.if.ua |
|                    | Nationale Medizinische Universität Iwano-Frankiwsk                                                                             | 1945      | ifnmu.edu.ua |
|                    | Nationale Technische Universität für Öl und Gas Iwano-Frankiwsk                                                                | 1967      | nung.edu.ua |
| Kamjanez-Podilskyj | Nationale Iwan-Ohijenko-Universität Kamjanez-Podilskyj                                                                         | 1918      | kpnu.edu.ua |
| Kamjanske          | Dniprower Staatliche Technische Universität                                                                                    | 1920      | dstu.dp.ua |
| Kiew               | Nationale Technische Universität „Kiewer Polytechnisches Institut Ihor Sikorskyj“ „Polytechnisches Institut Kiew“ (NTUU „KPI“) | 1898      | [https://de.wikipedia.org/w/index.php?title=Wikipedia:Defekte_Weblinks&dwl=http://www.ntu-kpi.kiev.ua/en/ Die nachstehende Seite ist nicht mehr abrufbar], festgestellt im Dezember 2023. (Suche in Webarchiven.) [http://www.ntu-kpi.kiev.ua/en/ ntu-kpi.kiev.ua]                      |
|                    | Kiewer Nationale Universität für Bauwesen und Architektur (KNUCA)                                                              | 1930      | www.knuba.edu.ua/ua |
|                    | Nationale Universität Kiew-Mohyla Akademie (NaUKMA)                                                                            | 1632      | [https://de.wikipedia.org/w/index.php?title=Wikipedia:Defekte_Weblinks&dwl=http://www.ukma.kiev.ua/eng_site/index.php Die nachstehende Seite ist nicht mehr abrufbar], festgestellt im Dezember 2023. (Suche in Webarchiven.) [http://www.ukma.kiev.ua/eng_site/index.php ukma.kiev.ua] |
|                    | Nationale Wadym-Hetman-Wirtschaftsuniversität Kiew                                                                             | 1906      | kneu.kiev.ua |
|                    | Kiewer Nationale Universität für Handel und Wirtschaft                                                                         | 1946      | knteu.kiev.ua |
|                    | Nationale Taras-Schewtschenko-Universität Kiew                                                                                 | 1834      | univ.kiev.ua |
|                    | Nationale Akademie für Rechtswissenschaft der Ukraine                                                                          | 1921      | naiau.kiev.ua |
|                    | Nationale Akademie für Management                                                                                              | 1942      | nam.kiev.ua |
|                    | Nationale Luftfahrt-Universität                                                                                                | 1933      | nau.edu.ua |
|                    | Nationale Landwirtschaftliche Universität                                                                                      | 1922      | nauu.kiev.ua |
|                    | Staatliche Universität für Telekommunikation                                                                                   | 1956      | dut.edu.ua |
|                    | Borys-Hrintschenko-Universität Kiew                                                                                            | 1874      | kubg.edu.ua |
|                    | Nationale Medizinische Oleksandr-Bohomolez-Universität                                                                         | 1841      | nmu.edu.ua |
|                    | Nationale Pädagogische Drahomanow-Universität                                                                                  | 1834      | npu.edu.ua |
|                    | Nationale Universität für Körpererziehung und Sport der Ukraine                                                                | 1930      | uni-sport.edu.ua |
|                    | Nationale Universität für Lebensmitteltechnologien                                                                             | 1884      | nuft.in.ua |
|                    | Nationale Akademie der Bildenden Künste und Architektur                                                                        | 1917      | naoma.edu.ua |
|                    | Nationale Universität für Kultur und Kunst Kiew                                                                                | 1968      | knukim.edu.ua |
|                    | Nationale Musikakademie der Ukraine Peter Tschaikowski                                                                         | 1912      | knmau.com.ua |
|                    | Nationale linguistische Universität Kiew                                                                                       | 1948      | knlu.edu.ua |
| Krementschuk       | Nationale Michail Ostrogradski-Universität Krementschuk                                                                        | 1960      | kdu.edu.ua |
| Kropywnyzkyj       | Zentralukrainische staatliche pädagogische Universität Wolodymyr Wynnytschenko                                                 | 1881      | kspu.kr.ua |
|                    | Zentralukrainische Nationale Technische Universität                                                                            | 1929      | kntu.kr.ua |
| Krywyj Rih         | Nationale Universität Krywyj Rih                                                                                               | 2011      | knu.edu.ua |
|                    | Staatliche Pädagogische Universität Krywyj Rih                                                                                 | 1930      | kdpu.edu.ua |
| Lwiw               | Nationale Iwan-Franko-Universität Lwiw                                                                                         | 1661      | franko.lviv.ua/ |
|                    | Nationale Polytechnische Universität Lwiw                                                                                      | 1844      | polynet.lviv.ua/ |
|                    | Nationale Medizinische Danylo-Halytsky-Universität Lwiw                                                                        | 1784      | meduniv.lviv.ua/ |
|                    | Nationale Gschitsky-Universität für Veterinärmedizin und Biotechnologie Lwiw                                                   | 1784      | lvet.edu.ua |
|                    | Nationale Musikalische Mykola Lysenko-Akademie Lwiw                                                                            | 1853      | conservatory.lviv.ua |
|                    | Nationale Akademie der Künste Lwiw                                                                                             | 1946      | lnam.edu.ua |
|                    | Universität für Handel und Wirtschaft Lwiw                                                                                     | 1816      | lute.lviv.ua |
|                    | Nationale Agraruniversität Lwiw                                                                                                | 1856      | hlnau.lviv.ua |
|                    | Staatliche Universität für Körperkultur Lwiw                                                                                   | 1946      | ldufk.edu.ua |
|                    | Nationale Forstuniversität der Ukraine                                                                                         | 1874      | nltu.edu.ua |
|                    | Ukrainische Akademie der Presse                                                                                                | 1930      | uad.lviv.ua |
|                    | Ukrainische Katholische Universität                                                                                            | 1994      | ucu.edu.ua |
|                    | Staatliche Universität der Sicherheit der Lebenstätigkeit Lwiw                                                                 | 1947      | ldubgd.edu.ua |
| Luhansk            | Staatliche Medizinische Universität Luhansk                                                                                    |           | |
| Luzk               | Nationale Lessja-Ukrajinka-Universität Wolyn                                                                                   | 1940      | eenu.edu.ua |
| Melitopol          | Staatliche Pädagogische Bohdan-Chmelnyzkyj-Universität Melitopol                                                               | 1923      | mdpu.org.ua |
|                    | Taurische Staatliche Agrotechnologische Universität                                                                            | 1938      | tsatu.edu.ua |
| Mukatschewo        | Staatliche Universität Mukatschewo                                                                                             | 1995      | msu.edu.ua |
| Mykolajiw          | Nationale Admiral Makarow-Universität für Schiffbau                                                                            | 1920      | [https://de.wikipedia.org/w/index.php?title=Wikipedia:Defekte_Weblinks&dwl=http://www.nuos.edu.ua/en Die nachstehende Seite ist nicht mehr abrufbar], festgestellt im Dezember 2023. (Suche in Webarchiven.) [http://www.nuos.edu.ua/en nuos.edu.ua]                                    |
|                    | Nationale Agraruniversität Mykolajiw                                                                                           | 2002      | mnau.edu.ua |
| Nischyn            | Staatliche Nikolai Gogol-Universität Nischyn                                                                                   | 1805      | ndu.edu.ua |
| Odessa             | Nationale I.-I.-Metschnikow-Universität Odessa früher: Neurussland-Universität                                                 | 1945 1865 | [https://de.wikipedia.org/w/index.php?title=Wikipedia:Defekte_Weblinks&dwl=http://www.onu.edu.ua/en/info/hello.html Die nachstehende Seite ist nicht mehr abrufbar], festgestellt im Dezember 2023. (Suche in Webarchiven.) [http://www.onu.edu.ua/en/info/hello.html onu.edu.ua]       |
|                    | Staatliche Polytechnische Universität Odessa                                                                                   | 1918      | opu.ua |
|                    | Staatliche Marine-Universität Odessa                                                                                           | 1918      | osmu.odessa.ua |
|                    | Staatliche Medizinische Universität Odessa                                                                                     | um 1900   | arosmu.org |
|                    | Südukrainische Staatliche Pädagogische Uschinski-Universität Odessa                                                            | 1817      | pdpu.edu.ua |
|                    | Nationale Wirtschaftsuniversität Odessa                                                                                        | 1921      | oneu.edu.ua |
|                    | Nationale Universität „Juristische Akademie Odessa“                                                                            | 1997      | onua.edu.ua |
|                    | Ukrainische Katholische Universität                                                                                            | 2002      | ucu.edu.ua |
|                    | Nationale Popow-Akademie der Kommunikation Odessa                                                                              | 1900      | onat.edu.ua |
|                    | Staatliche Akademie für Bauingenieurwesen und Architektur Odessa                                                               | 1930      | ogasa.org.ua |
|                    | Nationale Akademie der Nahrungstechnologien Odessa                                                                             | 1902      | onaft.edu.ua |
|                    | Nationale Universität „Odessa Maritime Akademie“                                                                               | 1944      | onma.edu.ua |
|                    | Staatliche ökologische Universität Odessa                                                                                      | 1932      | odeku.edu.ua |
| Ostroh             | Ostroger Akademie | 1576      | oa.edu.ua |
| Poltawa            | Nationale Pädagogische Korolenko-Universität Poltawa                                                                           | 1914      | pnpu.edu.ua |
|                    | Nationale Technische Juri Kondratjuk-Universität Poltawa                                                                       | 1930      | pntu.edu.ua |
|                    | Ukrainische Medizinische Zahnärztliche Akademie                                                                                | 1921      | umsa.edu.ua |
| Riwne              | Internationale Universität für Wirtschafts- und Geisteswissenschaften                                                          | 1993      | megu.edu.ua |
|                    | Staatliche Humanitäre Universität Riwne                                                                                        | 1940      | rshu.edu.ua |
|                    | Nationale Universität für Wasserwirtschaft und Naturmanagement                                                                 | 1915      | nuwm.edu.ua |
| Saporischschja     | Nationale Universität Saporischschja                                                                                           | 1930      | znu.edu.ua |
|                    | Nationale Technische Universität Saporischschja                                                                                | 1900      | zntu.edu.ua |
|                    | Staatliche Ingenieur-Hochschule Saporischschja                                                                                 | 1959      | zgia.zp.ua |
|                    | Staatliche Medizinische Universität Saporischschja                                                                             | 1903      | zsmu.edu.ua |
| Schytomyr          | Staatliche Iwan Franko-Universität Schytomyr                                                                                   | 1919      | zu.edu.ua |
|                    | Nationale Agrarökologische Universität Schytomyr                                                                               | 1922      | znau.edu.ua |
| Simferopol (Krim)  | Nationale Taurische Wernadskyj-Universität                                                                                     | 1918      | ccssu.crimea.ua |
| Sumy               | Nationale Agraruniversität Sumy                                                                                                | 1977      | sau.sumy.ua |
|                    | Staatliche Universität Sumy | 1948      | sumdu.edu.ua |
| Ternopil           | Nationale Wolodymyr-Hnatjuk-Universität Ternopil                                                                               | 1940      | tnpu.edu.ua |
|                    | Westukrainische Nationale Universität                                                                                          | 1966      | wunu.edu.ua |
|                    | Nationale Technische Iwan Puljuj-Universität Ternopil                                                                          | 1960      | tntu.edu.ua |
|                    | Nationale Medizinische Ivan-Horbaczewski-Universität Ternopil                                                                  | 1957      | tdmu.edu.ua |
|                    | Nationale Wirtschaftsuniversität Ternopil                                                                                      | 1966      | www.wunu.edu.ua |
| Tscherkassy        | Staatliche Technologische Universität Tscherkassy                                                                              | 1960      | chdtu.edu.ua/ |
| Tschernihiw        | Nationale Schewtschenko-Universität „Tschernihiw Kollegium“                                                                    | 1916      | chnpu.edu.ua |
|                    | Nationale Technologische Universität Tschernihiw                                                                               | 1960      | stu.cn.ua |
| Uman               | Nationale Universität für Gartenbau Uman                                                                                       | 1844      | udau.edu.ua |
|                    | Staatliche Pädagogische Pawlo Tytschyna-Universität Uman                                                                       | 1930      | udpu.edu.ua |
| Uschhorod          | Nationale Universität Uschhorod                                                                                                | 1945      | uzhnu.edu.ua |
| Winnyzja           | Staatliche Medizinische Universität Winnyzja                                                                                   | 1921      | vnmu.edu.ua |
|                    | Staatliche Technische Universität Winnyzja                                                                                     | 1960      | vntu.edu.ua |
|                    | Nationale Agraruniversität Winnyzja                                                                                            | 1982      | vsau.org |
|                    | Staatliche Pädagogische Universität Winnyzja                                                                                   | 1912      | vspu.edu.ua/ |

## Medizinische Universitäten
- Staatliche Medizinische Universität der Bukowina Czernowitz
- Staatliche Medizinische Universität Charkiw
- Staatliche Medizinische Akademie Dnipropetrowsk
- Staatliche Medizinische Universität Donezk
- Staatliche Medizinische Akademie Iwano-Frankiwsk
- Nationale Medizinische Universität Kiew „O. O. Bogomolez“
- Staatliche Medizinische Universität der Krim, Simferopol (CSMU)
- Staatliche Medizinische Universität Lwiw „Danylo Halytsky“
- Staatliche Medizinische Universität Luhansk
- Staatliche Medizinische Universität Odessa
- Staatliche Medizinische Universität Saporischja
- Staatliche Medizinische Universität Sumy
- Staatliche Medizinische Akademie Ternopil „I. Y. Gorbatschewsky“
- Staatliche Medizinische Universität Winnyzja „M. I. Pirogow“

## Pädagogische Universitäten
- Staatliches Pädagogisches Institut Berdjansk „P. D. Ossypenko“ (www.bdpu.org)
- Staatliche Höhere Ausbildung Institution „Perejaslaw-Chmelnytzkyi staatliche pädagogische Hryhorij Skoworoda Universität“ (phdpu.edu.ua)
- Staatliche Pädagogische Universität Charkiw „H. S. Skoworoda“
- Staatliches Pädagogisches Institut Czernowitz „T. H. Schewtschenko“
- Staatliches Pädagogisches Institut Poltawa „W. G. Korolenko“
- Staatliches Pädagogisches Institut Drohobytsch „Iwan Franko“
- Staatliche Pädagogische Universität Kiew „M. P. Dragomanow“
- Staatliche Pädagogische Universität Krywyj Rih
- Staatliche Pädagogische Universität Luhansk „T. H. Schewtschenko“
- Staatliches Pädagogisches Institut Melitopol
- Staatliche Pädagogische Universität Nischyn „N. W. Gogol“
- Staatliche Pädagogische Universität Odessa „K. D. Uschynsky“
- Staatliches Pädagogisches Institut Slowjansk
- Staatliches Pädagogisches Institut Schytomyr „I. Franko“
- Staatliche Pädagogische Universität Sumy „A. S. Makarenko“
- Staatliche Pädagogische Universität Ternopil
- Staatliche Pädagogische Universität „Uman P. G. Tychyna“
- Staatliches Pädagogisches Institut Winnyzja
- Staatliche Pädagogische Hochschule für Fremdsprachen in Gorlowka
- Staatliche Pädagogische Universität Chernigiw „T. G. Schewtschenko“